# Katie McGlynn
Katie McGlynn es una actriz inglesa, conocida por haber interpretado a Scout Allen en la serie Waterloo Road y a Sinead Tinker en la serie Coronation Street.

## Carrera
En 2011 se unió al elenco principal de la serie Waterloo Road, donde interpretó a la estudiante Jodie "Scout" Allen hasta el 2013.
El 19 de abril de 2013, se unió al elenco principal de la serie británica Coronation Street, donde interpreta a Sinead Tinker, la sobrina de Beth Tinker, hasta ahora. En julio del 2019 se anunció que ese mismo año dejaría la serie.

## Filmografía

### Series de televisión
| Año         | Título            | Personaje     | Notas                     |
| ----------- | ----------------- | ------------- | ------------------------- |
| 2013 - 2020 | Coronation Street | Sinead Tinker | 573 episodios             |
| 2011 - 2013 | Waterloo Road     | Scout Allen   | 43 episodios              |
| 2012        | Leonardo          | Lucia         | episodio "The Fugitive"   |
| 2010        | Moving On         | Gemma Gooch   | episodio "Skies of Glass" |
| 2009        | Paradox           | Estudiante    | -                         |
| 2009        | The Well          | Estudiante    | -                         |

### Películas
| Año  | Título                  | Personaje            | Notas |
| ---- | ----------------------- | -------------------- | ----- |
| 2010 | Domestic Viiolence Film | Víctima de Violencia | corto |

### Teatro
| Año  | Obra                 | Personaje | Director         | Notas                                                                                       |
| ---- | -------------------- | --------- | ---------------- | ------------------------------------------------------------------------------------------- |
| 2013 | Jack & the Beanstalk | Hada      | George Critchley | junto a Joshua Dowen, Zarah Wyn, Oliver Broad, Keith De'Winter, Ian Daniels & David Shorter |
| 2006 | Babes in the Wood    | Fox       | Colin Meredith   | -                                                                                           |
| 2005 | Aladdin              | Panda     | Colin Meredith   | -                                                                                           |

## Premios y nominaciones
| Año  | Categoría                        | Premio             | Serie             | Resultado |
| ---- | -------------------------------- | ------------------ | ----------------- | --------- |
| 2019 | Best Female Dramatic Performance | British Soap Award | Coronation Street | Nominados |